# Papillacarus ramosus
Papillacarus ramosus är en kvalsterart som beskrevs av Balogh 1961. Papillacarus ramosus ingår i släktet Papillacarus och familjen Lohmanniidae. Inga underarter finns listade i Catalogue of Life.